# Dobrzewino
Dobrzewino (dodatkowa nazwa w j. kaszub. Dobrzewino, niem. Wertheim) – wieś kaszubska w Polsce, położona w województwie pomorskim, w powiecie wejherowskim, w gminie Szemud, przy drodze wojewódzkiej nr 218. W skład sołectwa Dobrzewino wchodzi również Dębowa. Połączenie z Gdynią (jedynie w dni powszednie) umożliwiają autobusy komunikacji miejskiej (linia nr "191").
| SIMC    | Nazwa  | Rodzaj    |
| ------- | ------ | --------- |
| 0175194 | Dębowa | część wsi |

Z Dobrzewina do Trójmiasta jest bardzo blisko i to we wszystkich kierunkach od 12 km do Gdyni i 15 km do Oliwy. Dobrzewino staje się atrakcyjnym terenem dla budownictwa jednorodzinnego. Inwestorów przybywa z każdym dniem. W pobliżu jeziora Tuchomskiego powstało osiedle mieszkaniowe "Ekolan-Tuchomskie". W Karczemkach funkcjonuje pierwsza w gminie Szemud Społeczna Szkoła Podstawowa z przedszkolem. Od 3 września 2007 roku przy szkole tej otwarto gimnazjum. Zespołem tym zawiaduje "Stowarzyszenie Mieszkańcy Dzieciom w Dobrzewinie Karczemkach".
Prywatna wieś szlachecka położona była w drugiej połowie XVI wieku w powiecie gdańskim województwa pomorskiego. W latach 1975–1998 miejscowość administracyjnie należała do województwa gdańskiego.